# Luzern Pikes
Die Luzern Pikes sind eine Flag-Football-Mannschaft der Schweizer National Flag Football League (NFFL) aus Luzern, Schweiz. Das Team wurde 2016 gegründet und ist ein Verbandsmitglied des Schweizerischen American Football Verbandes (SAFV), der auch den Flag Football in der Schweiz organisiert (siehe auch American Football in der Schweiz). Die Luzern Pikes trainieren auf der Allmend.

## Saison 2016
In der ersten Saison verpassten die Pikes die Play-offs knapp. Am ersten Gameday in St. Gallen besiegten die Pikes überraschend den zukünftigen Schweizer Meister, die Renegades aus Zürich. Den ersten Touchdown warf Quarterback Jerome Balsiger auf den Wide Receiver und Bruder, Devin Balsiger.
Im Schweizer Cup in Neuenburg konnten die Pikes überzeugen und feierten den zweiten Platz nach einer knappen Niederlage im Finale.

## Saison 2017
Die Luzern Pikes erreichten bereits in der zweiten Saison den Play-off-Final. Dort waren die Blackbirds aus Zürich Endstation. 2016 wurde die K.-o.-Runde nur mit den ersten sechs Equipen ausgetragen. Diesmal wurden die Play-offs auf acht Mannschaften aufgestockt, dennoch wollten die Luzern Pikes in dieser Saison den sechsten Rang in der Qualifikation erreichen. Die Ziele wurden weit übertroffen: Die Pikes reihten sich in der Qualifikation, in der 13 Clubs starteten, auf dem dritten Tabellenrang ein, hinter den Winterthur Red Lions und den Blackbirds. Das Team aus der Innerschweiz überzeugte unter anderem mit der stärksten Abwehr der Liga.
Die Play-offs wurden am 30. September 2017 in Winterthur ausgetragen, in diesen wollten die Luzerner die erste Runde überstehen. Im Viertelfinal triumphierten die Luzern Pikes gleich mit 34:7 Punkten (und 5:1 Touchdowns) über die Midland Bouncers. Im Halbfinal setzten sie sich mit 36:15 Zählern (5:2) durch. Erst im Final wurde der Innerschweizer Express gestoppt: Die Blackbirds behielten mit 39:20 (6:3) die Oberhand. Dementsprechend stieg die Erwartungshaltung für die kommende Saison.

## Saison 2018
Wie bereits in der Saison zuvor erreichten die Luzern Pikes zum zweiten Mal den Play-off-Final. Auf dem Weg in den Final besiegten die Pikes aus Luzern die St. Gallen Vipers und ASVZ Mockingbirds. Im Finale warteten wie im Vorjahr die ungeschlagenen Blackbirds aus Zürich. Wie im Vorjahr mussten sich die Luzern Pikes geschlagen und mit dem Vizemeistertitel zufriedengeben.
In der regulären Spielzeit belegten die Pikes den herausragenden 3. Platz hinter den Mannschaften ASVZ Mockingbirds und Blackbirds. Wie im Vorjahr war die Defense der entscheidende Faktor für den Erfolg der Saison 2018.

## Saison 2019
In diesem Jahr kämpften die Pikes mit Verletzungspech. Die Luzerner waren oft dezimiert an den Spieltagen und konnten nicht an die Leistungen aus dem Vorjahr anknüpfen. Die Qualifikation schlossen sie auf dem vierten Rang ab. Das Highlight war die Austragung des Finaltages auf der Luzerner Allmend. Endstation war im Halbfinal gegen den späteren Schweizermeister, die ASVZ Blackbirds.

## Erfolge
- 2020: Schweizer Meister (verkürzte Spielzeit aufgrund COVID-19-Pandemie)[3]
- 2024: Schweizer Meister[3]

## Aktueller Kader
| Nummer | Nationalität | Name                | Position |
| ------ | ------------ | ------------------- | -------- |
| 87     | Schweiz      | Jerome Balsiger     | QB       |
| 1      | Italien      | Manolo Gariffo      | QB       |
| 14     | Schweiz      | Devin Balsiger      | WR       |
| 3      | Schweiz      | Leon Auf der Maur   | WR       |
| 18     | Schweiz      | Noah Auf der Maur   | WR       |
| 96     | Schweiz      | Ramon Klaus         | WR       |
| 28     | Schweiz      | Reto Barmettler     | WR       |
| 19     | Schweiz      | Marcel Zandegiacomo | RB       |
| 25     | Schweiz      | Jan Walker          | RB       |
| 7      | Schweiz      | Timon Balsiger      | C        |
| 52     | Schweiz      | Christian Lindegger | C        |
| 13     | Schweiz      | Marcandrea Hunkeler | CB       |
| 93     | Schweiz      | Sandrino Brun       | CB       |
| 22     | Schweiz      | Jan Weis            | CB       |
| 21     | Schweiz      | Nils Ulrich         | CB       |